# 248908 Ginostrada
248908 Ginostrada è un asteroide della fascia principale. Scoperto nel 2006, presenta un'orbita caratterizzata da un semiasse maggiore pari a 3,1129658 au e da un'eccentricità di 0,1326416, inclinata di 14,27470° rispetto all'eclittica.
L'asteroide è dedicato a Gino Strada, medico e fondatore di Emergency.